# フレデリック・アルダーマン
フレデリック・アルダーマン (Frederick Pitt ("Fred") Alderman、1905年6月24日- 1998年9月15日)は、アメリカ合衆国の陸上競技選手。1928年アムステルダムオリンピックの金メダリストである。

## 経歴
アルダーマンは、 ミシガン大学の学生だった1927年に、全米大学選手権の100ヤード、220ヤードを制し2冠を達成。さらにIC4A選手権の440ヤードも制覇し大活躍の年となった。さらに翌年も好調を維持し、アムステルダムオリンピックでは4×100mリレーの第3走者として出場。ジョージ・ベアード、エマーソン・スペンサー、レイ・バーブチとともに、3分14秒2の世界新記録で金メダルを獲得した。